# Ulbo Jetze Mijs
Ulbo Jetze Mijs (Oudenbosch, 5 augustus 1863 - Rijswijk, 30 september 1944) was burgemeester van Gouda.
Mijs werd geboren als zoon van dominee Jacob Mijs en Agatha Wilhelmina Heerma van Voss. Na een 25-jarig burgemeesterschap van Middelharnis werd hij in 1917 benoemd tot burgemeester van Gouda.
Mijs was een specialist op het terrein van het gemeenterecht. Hij schreef een uitvoerig commentaar op de gemeentewet. In Middelharnis heeft hij zich ingespannen voor het onderwijs (Ambachtsschool en Rijks-HBS. In Gouda was zijn aandacht met name gericht op de stadsuitbreiding en op de verbetering van de volkshuisvesting.
Na een conflict met de gemeenteraad over het wanbeheer bij de waterleidingmaatschappij besloot hij om - vanwege de in zijn ogen onwerkbaar geworden verhoudingen - eind 1926 een verzoek om ontslag in te dienen, hetgeen werd ingewilligd. In de raadsvergadering van 21 december 1926 werd door de locoburgemeester een verklaring van burgemeester Mijs voorgelezen, waarin hij meedeelde dat een meerderheid van de raad hem het werken onmogelijk had gemaakt.
Mijs trouwde in 1895 in Oud-Beijerland met Lijntje Lagestee. Hij overleed in 1944 op 81-jarige leeftijd in Rijswijk.

## Trivia
- In Middelharnis is de Burgemeester Mijslaan naar hem genoemd.
- In Gouda is (in 1974) de Burgemeester Mijssingel naar hem genoemd.

- International Standard Name Identifier: 0000 0003 9699 5542
- Nederlandse Thesaurus van Auteursnamen: 147833981
- Virtual International Authority File: 292013332
- WorldCat: E39PBJjRWMdby8TXkrpdTyqfbd